# Abyssocladia bruuni
Abyssocladia bruuni är en svampdjursart som beskrevs av Claude Lévi 1964. Abyssocladia bruuni ingår i släktet Abyssocladia och familjen Cladorhizidae.
Artens utbredningsområde är havet kring Nya Zeeland. Inga underarter finns listade i Catalogue of Life.